# Listă de actori englezi
 Aceasta este o listă de actori englezi.
Cuprins: Început - 0–9 A B C D E F G H I J K L M N O P Q R S T U V W X Y Z

## A
- Scott Adkins
- John Alderton
- Adewale Akinnuoye-Agbaje
- Dame Julie Andrews (n. 1935)
- Vanessa Angel (n. 1966)
- Gabrielle Anwar (n. 1970)
- Richard Armitage (n. 1971)
- Gemma Arterton (n. 1986)
- Richard Attenborough
- Lionel Atwill

## B
- Tom Baker
- Jill Balcon
- Christian Bale
- Alan Bates
- Ben Barnes (n. 1981)
- Sacha Baron Cohen (n. 1971)
- Mischa Barton (n. 1986)
- Mathew Baynton (n. 1980)
- Sean Bean (n. 1959)
- Kate Beckinsale (n. 1973)
- Richard Beckinsale (1947–1979)
- Jamie Bell
- Alan Bennett
- Paul Bettany
- Jane Birkin
- Jacqueline Bisset
- Thomas Brodie-Sangster
- Richard Briers (n. 1934)
- Kelly Brook (n. 1979)
- Kathy Burke (n. 1964)
- Saffron Burrows (n. 1972)

## C
- Sebastian Cabot (1918–1977)
- Michael Caine (n. 1933)
- Simon Callow
- Helena Bonham Carter
- Kim Cattrall (n.  1956)
- Paul Cavanagh
- Jonathan Cecil
- Petula Clark
- Emilia Clarke
- Joan Collins (n. 1933)
- Dominic Cooper
- Noël Coward
- Daniel Craig (n. 1968)
- Benedict Cumberbatch
- Tim Curry
- Peter Cushing
- Michael Crawford (n. 1942)
- Mackenzie Crook (n. 1971)
- Benedict Cumberbatch (n. 1976)
- Tim Curry (n. 1946)

## D
- Timothy Dalton
- Warwick Davis
- Daniel Day-Lewis
- Judi Dench
- Diana Dors
- Robin Atkin Downes
- Julie Driscoll
- Franklin Dyall

## E
- Samantha Eggar
- Chiwetel Ejiofor
- Idris Elba

## F
- Tom Felton
- Ralph Fiennes
- Colin Firth
- George Formby
- Rupert Friend
- Martin Freeman
- Samantha Fox

## G
- Sir Michael Gambon
- David Garrick
- Sir John Gielgud
- Michael Gough
- John Gregson
- Rupert Grint
- Sir Alec Guinness

## H
- Kit Harington
- Will Hay
- Jack Hawkins
- Dame Wendy Hiller
- Stanley Holloway
- Ian Holm
- Leslie Howard
- Trevor Howard
- Jason Hughes
- Elizabeth Hurley
- John Hurt

## I
- Jeremy Irons
- Jason Isaacs
- Eddie Izzard

## L
- Charles Laughton
- Hugh Laurie
- Alex Lawther
- Belinda Lee
- Matthew David Lewis
- Roger Lloyd-Pack
- Margaret Lockwood

## M

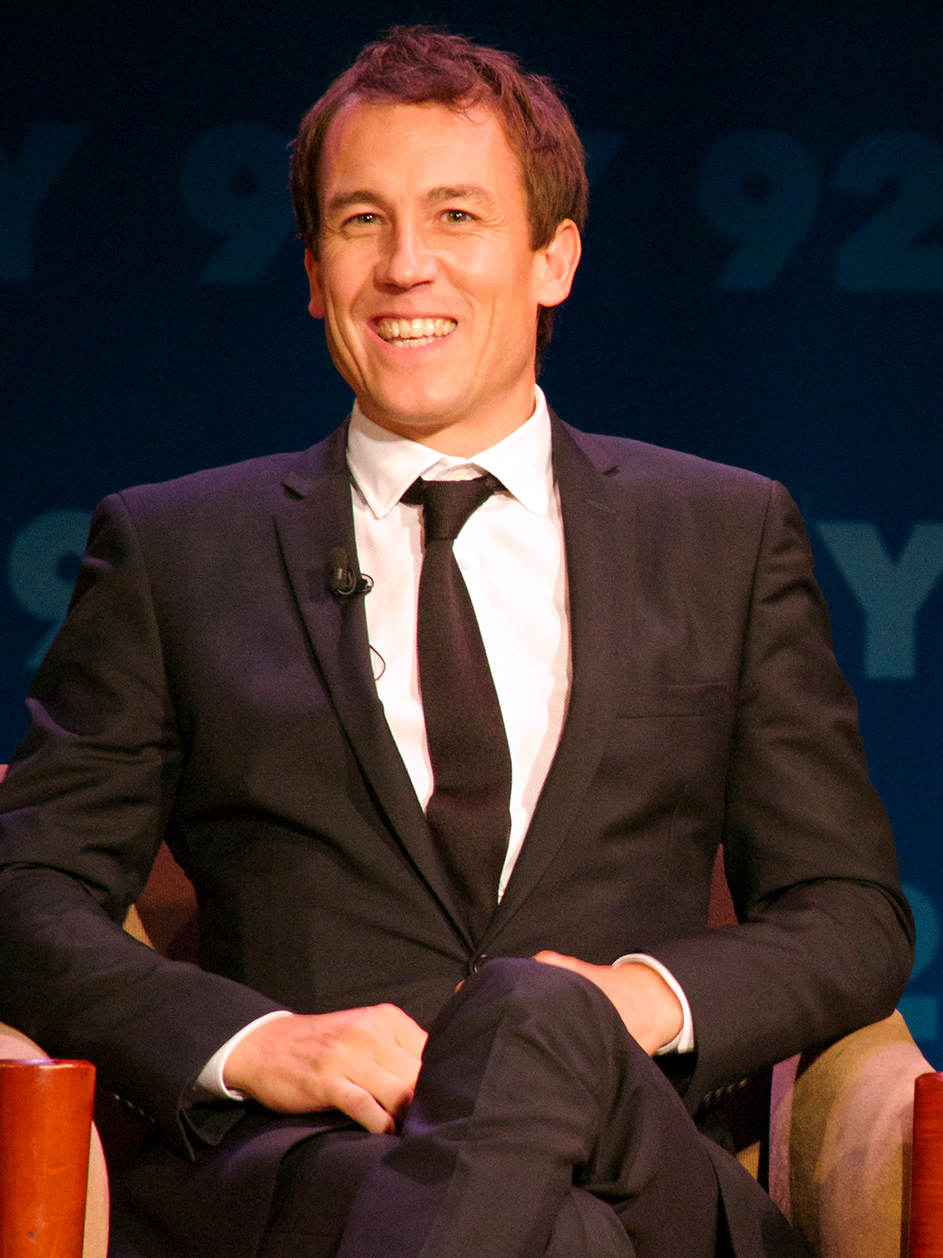
Tobias Menzies

- James Mason
- Malcolm McDowell
- Ian McKellen
- Julia McKenzie
- Tobias Menzies
- Hayley Mills
- John Mills
- Alfred Molina
- Roger Moore
- Kenneth More

## N
- John Nettles
- Anthony Newley
- Bill Nighy

## O
- Gary Oldman
- Sir Laurence Olivier
- Clive Owen

## P
- Cecil Parker
- Shaun Parkes
- Arthur Wing Pinero
- Su Pollard

## R
- Daniel Radcliffe
- Basil Rathbone
- Mark Ravenhill
- Miranda Richardson
- Sir Ralph Richardson
- Alan Rickman
- Diana Rigg
- Michael Rennie
- Tim Roth
- Dame Margaret Rutherford

## S
- George Sanders
- Peter Sellers
- Ed Skrein
- Dame Maggie Smith
- Rafe Spall
- Timothy Spall
- Terence Stamp
- Jason Statham
- Imelda Staunton
- David Suchet

## T
- Dame Elizabeth Taylor
- David Thewlis
- Emma Thompson
- Ann Todd
- David Tree

## U
- Sir Peter Ustinov

## W
- Julie Walters
- Jack Warner
- Emma Watson
- Alan Wheatley
- Ben Whishaw
- Michael Wilding
- Googie Withers

## Y
- Michael York

## Vezi și
- Listă de actori britanici